# Lesiba Precious Mashele
Lesiba Precious Mashele (* 13. Oktober 1990) ist ein südafrikanischer Leichtathlet, der sich auf den Langstreckenlauf spezialisiert hat.

## Sportliche Laufbahn
Erste internationale Erfahrungen sammelte Lesiba Precious Mashele bei den Crosslauf-Weltmeisterschaften 2015 in Guiyang, bei denen er nach 37:36 min den 39. Platz im Einzelrennen belegte. Bei den Crosslauf-Weltmeisterschaften 2017 in Kampala gelangte er nach 31:17 min auf Rang 57 im Einzelrennen und bei den Halbmarathon-Weltmeisterschaften 2018 in Valencia wurde er mit 1:02:58 h 44. Bei den Crosslauf-Weltmeisterschaften 2019 in Aarhus belegte er nach 33:05 min den 16. Platz in der Einzelwertung und bei den Halbmarathon-Weltmeisterschaften 2020 in Gdynia gelangte er mit 1:00:24 h auf Rang 14. 2021 siegte er in 1:01:18 h beim Nelson Mandela Bay Half Marathon und anschließend startete er im 5000-Meter-Lauf bei den Olympischen Sommerspielen in Tokio und schied dort mit 13:48,25 min in der Vorrunde aus. Auch bei den Weltmeisterschaften im Jahr darauf in Eugene verpasste er mit 13:52,7 min den Finaleinzug. Bei den Crosslauf-Weltmeisterschaften 2023 in Bathurst lief er nach 30:44 min auf dem 16. Platz im Einzelrennen ein und im Oktober wurde er bei den Straßenlauf-Weltmeisterschaften in Riga nach 1:01:13 h 19. im Halbmarathon. Im Jahr darauf belegte er bei den Afrikaspielen in Accra in 13:46,19 min den siebten Platz über 5000 Meter. 
In den Jahren 2019, 2021 und 2022 wurde Mashele südafrikanischer Meister im 5000-Meter-Lauf sowie 2021 im Halbmarathon. Zudem siegte er 2018, 2019 und 2021 im 10-km-Straßenlauf.

## Persönliche Bestzeiten
- 5000 Meter: 13:11,65 min, 29. Juni 2021 in Durban
- 10.000 Meter: 27:50,43 min, 24. April 2023 in Kapstadt
- 10-km-Straßenlauf: 28:11 min, 31. Oktober 2021 in Durban
- Halbmarathon: 1:00:00 h, 17. Oktober 2021 in Posen